# Rillo de Gallo

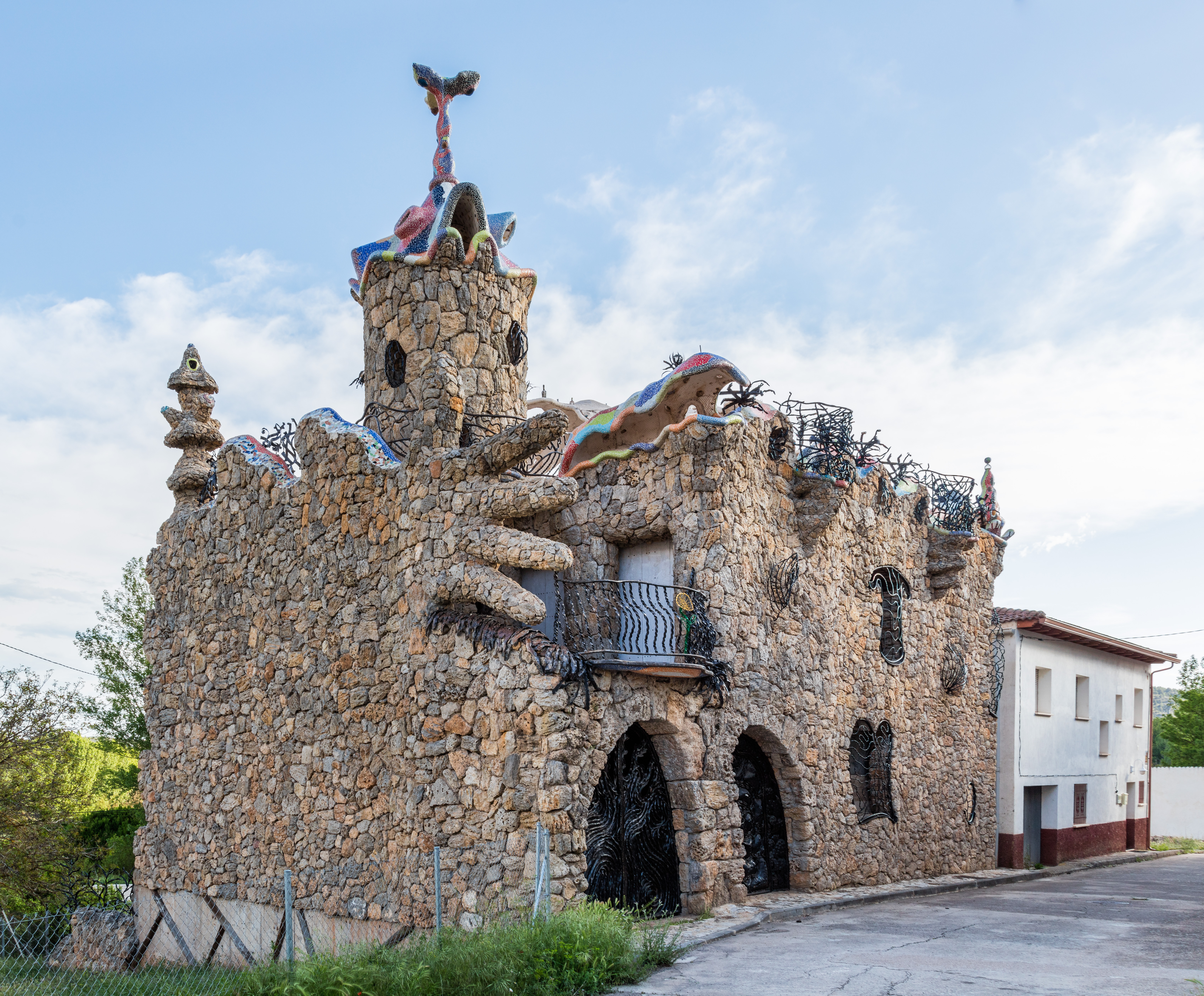
El Capricho à Rillo de Gallo.

Rillo de Gallo est une commune d'Espagne de la province de Guadalajara dans la communauté autonome de Castille-La Manche.

## Géographie
La ville de Rillo de Gallo est située à une altitude de 1 055 mètres et l'altitude maximum de la municipalité est située sur la colline de Matillas à 1 404 mètres.
La rivière Gallo, qui donne son nom à la commune passe loin du bourg, bien qu'il arrose ses terres. Les rivières qui traversent le village sont la rivière Viejo, la rivière Herreria ou Sauco et la rivière Seco.

## Géologie
Dans la région de Rillo de Gallo se trouvent d'importantes richesses géologiques et géomorphologiques qui ont conduit à sa proposition comme géosite d'intérêt international. D'une part, une «forêt fossile» du Permien avec de nombreux spécimens en position de vie et des roches volcanoclastique lacustres associées.
De nombreux formations géologiques contenant des fossiles du Permien et du Trias d'Europe occidentale sont importantes pour leur contenu en macroflore, pollen, ichnites de vertébrés marins et faune du Trias moyen bien conservé. Il y a également été établi la seule colonne stratigraphique continue de la péninsule ibérique pour le Permien et le Trias . On y rencontre des formations détritiques du Trias inférieur et du Trias Moyen résultat d'un grand système fluvial de faible sinuosité et du transport de sédiments, graviers ou sables de cette époque.
Le chemin de Rillo de Gallo à Pardos, le long du ravin de la Hoz del Río Gallo (Corduente), est proposé comme «Global Géosite» (Lieu d'intérêt géologique espagnol d'importance internationale) par l'Institut Géologique et Minier d'Espagne pour son intérêt stratigraphique.  

## Histoire
Les historiens antiques disent la capitale, Molina, a été fondée par les Romains, et construite à côté du village de Rillo de Gallo, recevant le nom de Manlia sous lequel il apparait dans de vieilles chroniques latines. En réalité, la ville de Manlia était à la tête d'un large territoire celtibère depuis des siècles avant la confédération de Numance. Des érudits du siècle d'or ont aussi voulu situer la célèbre cité d'Ercavica sur le territoire de Molina, et même la celtibere puis romanisée Lacóbriga. aujourd'hui était Labros, pour les raisons données par les chroniqueurs de l'âge d'or sont, évidemment, faibles et infondés.[incompréhensible]
Rillo de Gallo est le premier endroit d'Espagne où a été découverte une empreinte de dinosaure. En 1896, un habitant du village a trouvé « le pied de pierre d'un animal » que les érudits de l'époque ont décrit comme « la jambe pétrifiée d'un animal corpulent » et identifié à celle d'un Chirotherium (en). Le spécimen fait partie de la Collection de Paléontologie et de Préhistoire des Vertébrés du Musée National des Sciences Naturelles. Parmi les preuves de l’existence de reptiles dans les archives fossiles figurent les traces du Trias, retrouvées au Musée Geominero à Madrid.

## Culture et patrimoine
- Anciens villages. Sur la commune actuelle de Rillo de Gallo, ont existé trois villages dépeuplés : Molina la Vieja, Villacabras et La Serna del Obispo. Les historiens les plus variés ont mené des recherches. Certains auteurs les situent au Moyen Âge, mais leur chronologie est très variée. Il se peut même que lorsqu'une population était peuplée, une autre était inhabitée. En se référant concrètement à Molina la Vieja et à Villacabras, ils ont pu mener une vie alternative au cours des siècles. Savoir qu'ils ne sont séparés que de trois kilomètres, tend à accréditer cette possibilité. La Serna del Obispo est beaucoup plus récente et selon toute vraisemblance, a une existence plus limitée[2].

- L'abri rupestre du Llano ((es)el abrigo rupestre del Llano) a été déclaré site du patrimoine mondial par l'UNESCO en 1998, sous le nom de Rillo I. Les peintures du chemin du Vivero sont classées sous la dénomination Rillo II. Ils font partie de l'art rupestre du bassin méditerranéen de la péninsule Ibérique. L'inscription sur la liste des sites du patrimoine mondial de peintures rupestres implique, outre la reconnaissance de leur pertinence universelle en tant qu'expression culturelle exceptionnelle, le devoir inexcusable de préserver ces sites, d'une vulnérabilité et d'une fragilité énormes, afin de les léguer à la population et aux générations futures dans les meilleures conditions possibles[3].

- Pétroglyphes. Plusieurs chercheurs ont localisé des gravures rupestres schématiques en plein air situées sur la rive droite du Rio Viejo, à la hauteur du Borbullón. Dans la charte archéologique de la ville, il est considéré qu'ils doivent être conservés en tant que biens d'intérêt culturel du terme municipal pour leur protection archéologique, bien qu'ils soient en principe difficiles à chronoculturels. L'ensemble artistique est situé sur plusieurs surfaces de grès rocheux légèrement inclinées du nord au sud. Cet ensemble de gravures constitue la nouvelle découverte des Pétroglyphes de Rillo[4].

- L'église paroissiale est un petit édifice doté d'un clocher-mur à l'ouest er une porte semi-circulaire simple qui rappelle ses origines médiévales.

- Le Capricho, construit par Juan Antonio Martínez au bord de la route N-211. Il s'agit d'un monument moderne suivant le style d'Antoni Gaudí (Modernisme catalan).La maison construite en pierre, comporte des éléments forgés et de trencadis rappelant l'œuvre du maître catalan. Un détail majeur est certainement le serpent qui descent du toit sur toute la hauteur du bâtiment, en référence à une légende relevant l'existence d'une gigantesque couleuvre de la taille d'un homme aperçue plusieurs fois dans les environs de Villacabras, et relatée au XVIIe siècle par Francisco Núñez dans Archivo de las cosas notables de esta leal villa de Molina.